# What Went Down
Albums de Foals
Holy Fire
(2013)
Singles
1. What Went Down
Sortie : 16 juin 2015

What Went Down est le quatrième album studio du groupe britannique Foals, sorti le 28 août 2015 par Warner Music Group. Il a été enregistré en France aux Studios de la Fabrique. Le premier single, intitulé What Went Down est passé pour la première fois à la radio le 16 juin 2015 sur BBC Radio 1.

## Promotion et sortie
La sortie de l'album est annoncée le 11 juin 2015. What Went Down, le premier single qui donne son titre à l'album est diffusé le 16 juin 2015 suivi par le clip l'accompagnant. Une tournée européenne est annoncée le même jour.

## Pistes
Toutes les chansons sont écrites et composées par Foals.
| No  | Titre                | Durée |
| --- | -------------------- | ----- |
| 1.  | What Went Down       |       |
| 2.  | Mountain At My Gates |       |
| 3.  | Birch Tree           |       |
| 4.  | Give It All          |       |
| 5.  | Albatross            |       |
| 6.  | Snake Oil            |       |
| 7.  | Night Swimmers       |       |
| 8.  | London Thunder       |       |
| 9.  | Lonely Hunter        |       |
| 10. | A Knife In The Ocean |       |